# Industrie nucléaire en Roumanie
La Roumanie dispose d'une capacité de puissance nucléaire de 1 400 MW via deux réacteurs, constituant environ 18 % de la capacité nationale de production électrique du pays. Cela classe la Roumanie au 23e rang des principaux utilisateurs de l'énergie nucléaire dans le monde.

## Situation actuelle du nucléaire

### Production d'uranium
La Roumanie dispose de deux réacteurs CANDU qui ont l'avantage d'utiliser de l'uranium naturel et ne nécessite donc pas d'enrichissement du combustible. Le pays extrait son uranium sur trois sites : Bihor, Banat et Crucea puis le produit dans l'usine de Pitesti. Ces mines couvrent l’ensemble des besoins mais rien n’est exporté.

### Centrale nucléaire de Cernavodă
Vers la fin dans les années 1970, le Gouvernement roumain a décidé de construire une centrale de cinq unités à Cernavodă. La Roumanie a décidé d'utiliser la technologie Canadienne (réacteur CANDU de la technologie de l'EACL) et de construire des réacteurs à eau lourde, à l'aide de l'eau lourde produite à Drobeta-Turnu Severin comme modérateur de neutrons et de l'eau du Danube pour le refroidissement. La centrale nucléaire a deux réacteurs pleinement opérationnels et une autre unité de trois réacteurs qui est partiellement terminée.
L'unité 1 a été terminée en 1996 et produit 705,6 MW d'électricité. L'unité 2 a été terminée en 2007 et produit de 706 MW d'électricité. La Roumanie envisage de construire les réacteurs 3 et 4 de la centrale.
Six compagnies européennes - GDF Suez, Iberdrola, CEZ, RWE, Enel et ArcelorMittal - qui avaient signé en 2008 un accord avec Nuclearelectrica s'en sont retirées l'une après l'autre en raison des incertitudes entourant l'avenir de la centrale.
Il a fallu attendre 2015 pour que deux investisseurs, SNC-Lavalin (Canada) et China Nuclear Power Engineering (Chine), filiale de CNNC, s’entendent sur un accord visant à construire les réacteurs 3 et 4. À terme, c'est 40 % de l'électricité qui sera fournie par le nucléaire, évitant ainsi le rejet de 12 millions de tonnes de CO2,.
La Roumanie a de nouveau opté pour le CANDU 6. Aujourd’hui[Quand ?], plus de la moitié des travaux du troisième réacteur de Cernavodă sont terminés et près du tiers pour le quatrième. Pour l’unité 5, les travaux n'ont pas encore commencé .
L’ensemble du programme d’extension coûtera environ 6,5 milliards d'euros.
Lorsque tous les quatre réacteurs seront entièrement opérationnels, la centrale nucléaire de Cernavodă produira environ 40 % de besoins totaux d'électricité en Roumanie.
En mai 2019 a lieu un « accord préliminaire des investisseurs »".
En janvier 2020, la Roumanie rompt son accord avec le constructeur chinois car le groupe chinois a depuis été placé sur une « liste noire » d'entreprises par les États-Unis qui l'accusent d'avoir cherché à dérober des technologies américaines pour un usage militaire,.
Le 14 juillet 2020, la Roumanie prévoit de créer un comité de coordination stratégique pour construire les tranches 3 et 4 de la centrale. L’industrie nucléaire crée aujourd’hui 11 000 emplois en Roumanie et la construction des deux nouvelles tranches passerait ce chiffre à 19 000.
En décembre 2020, la chambre des députés roumaine a adopté un projet de loi portant sur de l'accord de coopération entre les États-Unis et la Roumanie pour les projets nucléaires de Cernavoda et le secteur de l'énergie nucléaire civile en Roumanie. Le projet de loi doit dessiner de nouvelles lignes directrices pour le développement des capacités d'énergie nucléaire en Roumanie qui nécessitent une restructuration rapide du secteur. 
L'accord couvre plusieurs domaines de coopération : la construction des unités 3 et 4 de Cernavoda, la rénovation de l'unité 1, des échanges entre laboratoires de recherche et universités et la formation du personnel.

### Statistique de production
| Année | Nucléaire | Consommation totale | %       |
| ----- | --------- | ------------------- | ------- |
| 1996  | 0,91      | 58,06               | 1,57 %  |
| 1997  | 5,13      | 54,65               | 9,39 %  |
| 1998  | 4,9       | 51,14               | 9,58 %  |
| 1999  | 4,81      | 48,51               | 9,92 %  |
| 2000  | 5,22      | 49,65               | 10,51 % |
| 2001  | 5,04      | 51,3                | 9,82 %  |
| 2002  | 5,11      | 52,18               | 9,79 %  |
| 2003  | 4,54      | 52,42               | 8,66 %  |
| 2004  | 5,27      | 53,99               | 9,76 %  |
| 2005  | 5,28      | 56,91               | 9,28 %  |
| 2006  | 5,63      | 62,69               | 8,98 %  |
| 2007  | ?         | ?                   | 12,5 %  |
| 2008  | ?         | ?                   | 17,28 % |
| 2009  | ?         | ?                   | 20,35 % |
| 2010  | ?         | ?                   | 19,17 % |
| 2011  | ?         | ?                   | 18,95 % |
| 2012  | ?         | ?                   | 19,51 % |
| 2013  | ?         | ?                   | 19,85 % |
| 2014  | ?         | ?                   | 17,91 % |
| 2015  | ?         | ?                   | ?       |
| 2016  | ?         | ?                   | ?       |
| 2017  | ?         | ?                   | ?       |
| 2018  | ?         | ?                   | ?       |
| 2019  | 10,347    | 56,012              | 18,5 %  |
| 2020  | 11,5      | ?                   | 20 %    |
| 2021  | ?         | ?                   | 19 %    |
| 2022  | ?         | ?                   | ?       |
| 2023  | ?         | ?                   | ?       |

### Déchets nucléaires
À l'heure actuelle, les déchets nucléaires sont conservés au niveau des réacteurs pendant 10 ans. Puis, les déchets sont acheminés dans des lieux de stockage secs, qui sont constitués sur la base de système Macstor conçus par AECL. L'Agence nucléaire pour les déchets radioactifs (ANDR) a réalisé des études en vue d'un enfouissement des déchets radioactifs dans le village de Saligny, mais l’implantation d'un nouveau centre de stockage des déchets radioactifs suscite l’inquiétude des habitants, et le projet est confronté à une opposition dans le village.

## Projets d'autres centrales nucléaires
Des projets d'une deuxième centrale nucléaire sont à l'étude en Transylvanie qui devrait être constituée soit de 2 réacteurs de 1 200 MW ou de 4 réacteurs de 600 MW pour un total de 2 400 MW de production électrique et devrait être construite après 2020. À l'heure actuelle, divers lieux sont à l'étude pour accueillir la centrale dont notamment un situé sur la rivière Someș. L'entreprise française Areva a été mentionné comme potentiel constructeur.
Un rapport de mars 2008 de la Nuclearelectrica énonce que 4 unités supplémentaires sont proposées à partir de 2020 sur un nouveau site. Au début 2009, une sélection de lieux était toujours en réflexion. En mai, il a été annoncé que la ville de Târnăveni dans le district de Târgu Mureș en Transylvanie, et sur la rivière Mureș dans le centre de la Roumanie était préconisé, et un site proche du district de Sibiu sur la rivière Olt en second choix. Trois autres sites sur la rivière Someș en Transylvanie ont également été proposés, pour une capacité de 2 400 MW et dont la construction démarrerait après 2020. Areva a été approché pour contribuer à la planification, avec un objectif d'une deuxième centrale prévue pour 2030.
Selon Teodor Chirica, président du conseil d'administration de Nuclearelectrica, le pays pourrait atteindre 30 à 35% d'électricité d'origine nucléaire d'ici à 2050 en construisant deux nouveaux réacteurs,,.